# Elecciones estatales de Chihuahua de 1998
Las elecciones estatales de Chihuahua de 1998 se llevaron a cabo el domingo 5 de julio de 1998, y en ellas se renovaron los siguientes cargos de elección popular:
- Gobernador de Chihuahua. Titular del Poder Ejecutivo del estado, electo para un periodo de seis años no reelegibles en ningún caso, el candidato electo fue Patricio Martínez García.
- 33 diputados del Congreso del Estado. 22 Electos por mayoría relativa en cada uno de los Distrito Electorales y 11 Electos por el principio de representación proporcional.[2]
- 67 ayuntamientos. Compuestos por un presidente municipal y regidores, electos para un periodo de tres años no reelegibles para el periodo inmediato.
- 67 síndicos. Encargados de la fiscalización de los Ayuntamientos.

Fueron las primeras elecciones organizadas por el Instituto Estatal Electoral de Chihuahua.

## Precandidaturas y elecciones internas

### Partido Acción Nacional
El 28 de septiembre de 1997, el director de fomento económico de gobierno del estado, Enrique Terrazas Torres confirmó su salida del gobierno de Chihuahua para dedicarse de lleno a buscar ser candidato del PAN a la gubernatura del estado. Por su parte, el secretario general de gobierno, Eduardo Romero Ramos dejó su cargo el 15 de octubre de ese año para buscar también la candidatura del PAN.
En diciembre de 1997 el Partido Acción Nacional publicó su convocatoria para elegir candidato a la gubernatura de Chihuahua, en donde se acordó que se usaría el método de convención de delegados a realizarse en febrero de 1998. Ese mismo mes, el presidente municipal de Ciudad Juárez, Ramón Galindo Noriega solicitó licencia a su puesto para ser buscar la candidatura. Otro panista que manifestó interés en ser candidato fue el coordinador de Planeación y Evaluación del gobierno del estado, Elías Saad Ayub.
La convención fue realizada el 1 de febrero de 1998, en ella se reunieron 5 mil 174 militantes del PAN que mediante la elección de consejeros votaron en una primera ronda en la que los precandidatos Galindo y Romero Ramos acapararon 69 por ciento de los votos para posteriormente votar en una segunda ronda ya sin Saad Ayub, que renunció a seguir participando, y sin Terrazas que declinó en favor de Galindo; finalmente los resultados fueron los siguientes:
|  | 55.20 % |

|  | 44.80 % |

|  | 100 % |

### Partido Revolucionario Institucional
El 27 de enero de 1998, el Comité Ejecutivo Nacional del PRI llamó a una reunión en sus instalaciones a diversos personajes políticas de su partido interesados en ser candidatos a la gubernatura de Chihuahua, entre ellos al expresidente municipal de Chihuahua Mario de la Torre Hernández, el exsenador Artemio Iglesias, el diputado federal Patricio Martínez García así como al senador Héctor Murguía Lardizábal.
A los cuantos días, el PRI publicó su convocatoria para elegir candidato a la gubernatura del estado en donde se definió que el procedimiento sería realizado mediante una elección abierta a la ciudadanía a realizarse en marzo para la cual se registraron Mario de la Torre, Artemio Iglesias, Patricio Martínez García y Bernardo Pérez Acedo, siendo negado el registro a este último.
La elección se realizó el 8 de marzo de 1998, siendo elegido como candidato Patricio Martínez García quien obtuvo poco más del 58% de los votos en una elección en la que participaron 235 mil 280 votantes. siendo así el primer candidato a gobernador del PRI elegido mediante elección abierta en la historia.

### Partido de la Revolución Democrática
Por el Partido de la Revolución Democrática manifestaron su interés por ser candidatos a finales de 1997 Esther Orozco y Víctor Quintana Silveyra, quienes acordaron que la candidatura fuera elegida mediante el método de convención de delegados. Antes de dicha convención los precandidatos realizaron diversos actos de campaña y llevaron a cabo un debate el 27 de enero.
Finalmente, en la convención de delgados realizada el 31 de enero de 1998 fue elegida Esther Orozco como candidata del partido a la gubernatura de Chihuahua, hecho que inconformó a Víctor Quintana quien amenazó con renunciar al partido, desistiéndose posteriormente.

### Partido del Comité de Defensa Popular
El Partido del Comité de Defensa Popular optó por postular en coalición con el Partido del Trabajo a Ángel José Gurrea Luna.

### Partido Verde Ecologista de México
Este partido decidió postular como candidato ciudadano a Arturo Limón Domínguez el 14 de abril de 1998.

### Partido del Trabajo
El Partido del Trabajo optó por postular en coalición con el Partido del Comité de Defensa Popular a Ángel José Gurrea Luna.

## Resultados electorales

### Gobernador
|  | 41.35 % |

|  | 49.30 % |

|  | 5.37 % |

|  | 0.92 % |

|  | 1.03 % |

|  | 0.05 % |

|  | 98.02 % |

|  | 1.98 % |

|  | 57.09 % |

|  | 42.91 % |

### Ayuntamientos

Distribución de los ayuntamientos de Chihuahua por partido político:
Partido Acción Nacional
Partido Revolucionario Institucional
Partido de la Revolución Democrática

|  | 41.81 % |

|  | 46.23 % |

|  | 7.15 % |

|  | 1.13 % |

|  | 0.28 % |

|  | 1.19 % |

|  | 0.05 % |

|  | 97.84 % |

|  | 2.16 % |

|  | 56.88 % |

Alcaldes electos por municipio
| Municipio               | Candidato                       | Partido | Municipio                | Candidato                      | Partido |
| ----------------------- | ------------------------------- | ------- | ------------------------ | ------------------------------ | ------- |
| Ahumada                 | José Edgar Burciaga             |         | Janos                    | Leonel Molina García           |         |
| Aldama                  | Miguel Rubio Castillo           |         | Jiménez                  | Amador Moreno Luján            |         |
| Allende                 | Rosa Paula Mendoza              |         | Juárez                   | Gustavo Elizondo Aguilar       |         |
| Aquiles Serdán          | Octaviano Bonilla Chávez        |         | Julimes                  | Jesús Alfredo Segovia Páez     |         |
| Ascensión               | Luis Carlos Rentería Torres     |         | López                    | Mario López Villarreal         |         |
| Bachíniva               | Santos Meraz Hernández          |         | Madera                   | José Alfredo Vázquez Fernández |         |
| Balleza                 | Silvia Moreno Leal              |         | Maguarichi               | Jaime Quezada                  |         |
| Batopilas               | Benjamín Hernández Vázquez      |         | Manuel Benavides         | Pedro Villanueva Escontrias    |         |
| Bocoyna                 | Jaime Eduardo González Muñoz    |         | Matachí                  | Carlos Alderete Quezada        |         |
| Buenaventura            | Alfredo Baca Trejo              |         | Matamoros                | Félix Jesús Juárez Mares       |         |
| Camargo                 | Jesús García Villarreal         |         | Meoqui                   | José Luis Cisneros Carlos      |         |
| Carichí                 | Baldimiro Vázquez Bernal        |         | Morelos                  | Gabriel Ocón Barrón            |         |
| Casas Grandes           | Ramón Tena Reyes                |         | Moris                    | Elizaldo Castillo Palma        |         |
| Coronado                | Ventura Terrazas Durán          |         | Namiquipa                | Alfredo Mario Samaniego Mathus |         |
| Coyame del Sotol        | Armando Ramírez Navarrete       |         | Nonoava                  | Homero Carmona Carmona         |         |
| La Cruz                 | Miguel Ángel Alcántar Rodríguez |         | Nuevo Casas Grandes      | José Mario Wong Pérez          |         |
| Cuauhtémoc              | Humberto Pérez Mendoza          |         | Ocampo                   | Uriel Armando Paredes Ponce    |         |
| Cusihuiriachi           | José Luis Morioni González      |         | Ojinaga                  | Víctor Manuel Sotelo Mata      |         |
| Chihuahua               | José Reyes Baeza Terrazas       |         | Práxedis G. Guerrero     | Diego Javier Cedillos Aguirre  |         |
| Chínipas                | Idelfonso Martínez Zamorano     |         | Riva Palacio             | Sergio Adrián Robles Pérez     |         |
| Delicias                | Manuel Soltero Delgado          |         | Rosales                  | Teófilo Armando Andujo Uranga  |         |
| Dr. Belisario Domínguez | Arturo Loya Trevizo             |         | Rosario                  | Raymundo Payán García          |         |
| Galeana                 | Leopoldo Polanco                |         | San Francisco de Borja   | Vicente Anselmo Nevárez        |         |
| General Trías           | Alfredo Castillo Magallanes     |         | San Francisco de Conchos | Guadalupe Valles Prieto        |         |
| Gómez Farías            | Juan González Godínez           |         | San Francisco del Oro    | Arturo Huerta Luévano          |         |
| Gran Morelos            | Luz María García Villagrán      |         | Santa Bárbara            | José de la Luz Burciaga Mata   |         |
| Guachochi               | Rogelio Yánez Bustillos         |         | Satevó                   | David Balderrama Quintana      |         |
| Guadalupe               | Arturo Vega Gómez               |         | Saucillo                 | Yolanda Baeza Martínez         |         |
| Guadalupe y Calvo       | Mario Enrique García Almazán    |         | Temósachi                | Humberto Varela Varela         |         |
| ̣Guazapares              | Manuel Fontes Manríquez         |         | El Tule                  | Elisa Sandoval Montoya         |         |
| Guerrero                | Jesús Alfredo Velarde Guzmán    |         | Urique                   | Ignacio Villalobos López       |         |
| Hidalgo del Parral      | Miguel Jurado Contreras         |         | Uriachi                  | Carlos Vázquez Hernández       |         |
| Huejotitán              | Mario Bustillos Acosta          |         | Valle de Zaragoza        | Pablo Serna Payán              |         |
| Ignacio Zaragoza        | Benjamín García Ruiz            |         |                          |                                |         |

#### Ayuntamiento de Chihuahua
|  | 42.61 % |

|  | 48.94 % |

|  | 3.84 % |

|  | 2.05 % |

|  | 0.55 % |

|  | 0.62 % |

|  | 0.01 % |

|  | 98.62 % |

|  | 1.38 % |

|  | 60.24 % |

|  | 39.76 % |

#### Ayuntamiento de Juárez
|  | 43.57 % |

|  | 42.62 % |

|  | 8.99 % |

|  | 1.37 % |

|  | 0.02 % |

|  | 1.19 % |

|  | 0.10 % |

|  | 97.86 % |

|  | 2.14 % |

|  | 52.84 % |

|  | 47.16 % |

### Sindicaturas

Distribución de las sindicaturas de Chihuahua por partido político:
Partido Acción Nacional
Partido Revolucionario Institucional
Partido de la Revolución Democrática
Partido del Trabajo

|  | 40.87 % |

|  | 45.18 % |

|  | 7.45 % |

|  | 2.17 % |

|  | 0.21 % |

|  | 1.59 % |

|  | 0.09 % |

|  | 97.56 % |

|  | 2.44 % |

|  | 56.94 % |

### Congreso del Estado de Chihuahua

Distribución de los distritos de Chihuahua por partido político:
Partido Acción Nacional
Partido Revolucionario Institucional

|  | 40.82 % |

|  | 46.21 % |

|  | 7.09 % |

|  | 1.76 % |

|  | 0.52 % |

|  | 1.14 % |

|  | 2.20 % |

|  | 100 % |